# 오혁 (기업인)
오혁(吳爀, 1962년 2월 19일 ~)은 대한민국 기업인, 전자상거래 전문가로 온라인 대표 전자상거래 기업인 옥션 (action)의 운영에 참여했다. 옥션의 이름을 빌려 필리핀 옥션을 창업하는 등 기타 이력이 있다.

## 경력
- 1991 ㈜삼도 데이터 시스템 입사[1]
- 1996 ㈜일사랑정보 창업[2]
- 1999 ㈜미래와사람 상장사로부터 8억 투자유치[3]
- 2000 코스닥 상장, 액면가 500 원, 시작가 4만원[4]
- 2000 한국 10 대 벤처 기업인 선정
- 2001 미국 EBay 와 Auction M&A[5]
- 2001 회사가치 5,000 억원 평가 ,EBay 2,500 옥션주식 50% + 10주 인수완료[6]
- 2001 ㈜옥션 대표이사 퇴임[7]
- 2001-2004 ㈜브리앙 5 설립[8]
- 2005 ㈜필리핀 옥션 창업[9]
- 2007 일본 상장사 히카리벤처투자와 CSK로부터 40억 투자유치[10]
- 2008 ㈜필리핀 옥션 회원 120 만 달성[11]
- 2008 미국 모기지 사태로 인한 전세계 금융위기
- 2011 ㈜필리핀 옥션 대표이사 사임

## 개발
- 1991 한국통신 전화국 수납관리 시스템 개발[12]
- 1991 동화청과 농산물 유통관리 시스템 개발[12]
- 1992 한국통신 전화요금 통합고지서 시스템 개발[12]
- 1993~1994 데이콤 국제전화 빌링시스템 개발[12]
- 1994 코트라 무역정보시스템 개발[12]
- 1995~1996 신세기통신 고객/빌링시스템 개발(CSBS)[12]
- 1996 동화청과 농산물 신정보시스템 컨설팅 및 개발[12]
- 1997 한진해운 재무정보시스템 개발[12]
- 1998 해양연구소 데이터베이스시스템 컨설팅[12]
- 1998 인터넷 경매 시스템 개발[12]

## 학력
- 1980 동성고등학교 졸업
- 1989 동국대학교 일어일문학과 졸업